# Rooi
Rooi (afgeleid van Spaans: arroyo, beekje) is een Papiaments woord dat wordt gebruikt om een natuurlijke of kunstmatige waterloop of stroom op de ABC-eilanden te beschrijven. Deze waterlopen zijn typisch seizoensgebonden beken of ravijnen die hemelwater afvoeren van verharde oppervlakken tijdens regenachtige periodes. Doorgaans staat een rooi tijdens droge perioden droog. 

Doordat de regenval op Aruba, Bonaire en Curaçao relatief hevig kan zijn, hebben de rooien ook een relatief grote omvang.

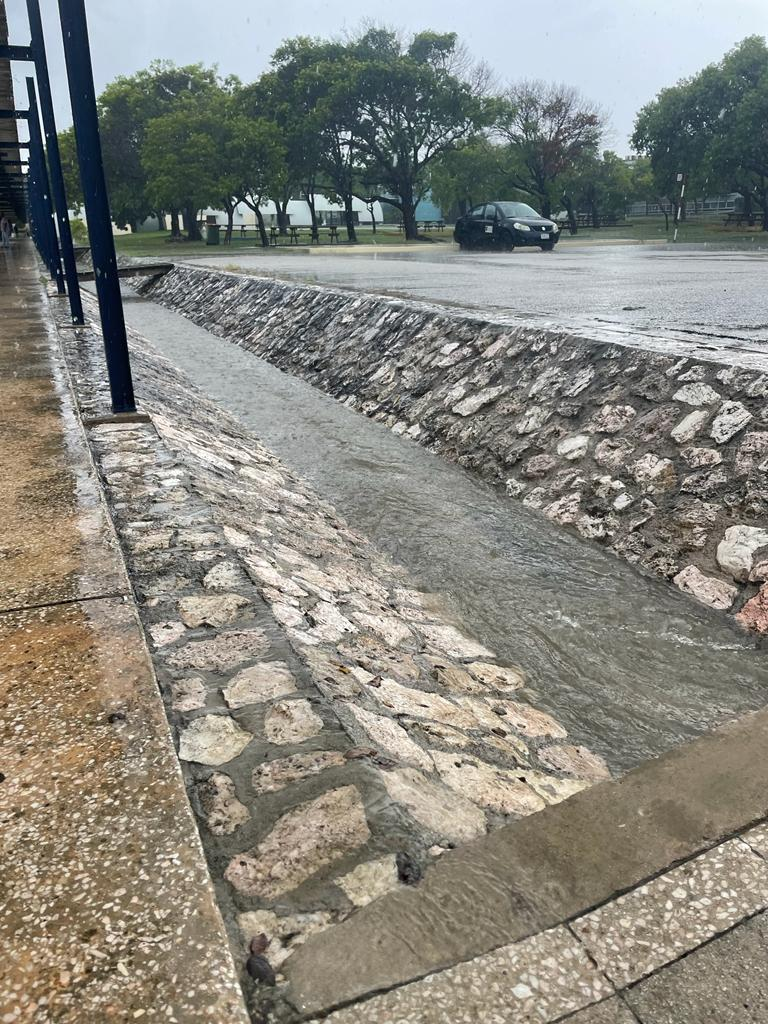
Verharde rooi op de Universiteit van Curaçao.

## Twee soorten
Grofweg kan onderscheid worden gemaakt tussen twee verschillende rooien:
- Verhard (breuksteen met cement):
  - niet waterdoorlatend;
  - Onderhoudsvriendelijk;
  - Specifiek voor de afwatering van hemelwater.
- Onverhard (groen):
  - Waterdoorlatend;
  - Meer onderhoud benodigd (indien niet natuurlijk);
  - Kan natuurlijk zijn.

## Afwatering en bijkomend gevaar
Rooien spelen een belangrijke rol in het afvoeren van regenwater van hoger gelegen gebieden naar lagere en uiteindelijk naar de zee. Tijdens periodes van zware regenval kunnen rooien echter gevaarlijk zijn vanwege de kans op overstromingen en erosie.
De rooi zorgt namelijk voor een hoger debiet in de hemelwaterafvoer naar de zee. Door deze hogere snelheid lopen lagergelegen gebieden onder water. Zo gebeurde dit bijvoorbeeld in september 2022 in Otrobanda en Saliña.Het doorgaans droge klimaat zorgt er ook voor dat de grond op Curaçao na een lange droge periode moeilijk water opneemt. Daarnaast is er ook veel bebouwing, dit komt het wateropnemend vermogen van de wijk niet ten goede.
Door het overstromingsgevaar is belangrijk om de waterstroom in rooien goed te beheren om overstromingen en de schade aan eigendommen te minimaliseren. Dit blijft een uitdaging op Curaçao. Om het overstromingsprobleem effectief aan te kunnen pakken, zou het mogelijk zijn dat het hele netwerk van rooien integraal aangepast zou moeten worden.     

## Beheersmaatregelen
In sommige gevallen kan er sprake zijn van regulering en onderhoud van rooien door lokale autoriteiten om ervoor te zorgen dat ze vrij blijven van verstoppingen en obstakels die de waterstroom kunnen belemmeren. Zo kunnen duikers ontstopt worden ter plaatse van kruisingen tussen wegen en rooien. In onverharde rooien kan overtollige begroeiing worden gesnoeid.
Ook kan er aandacht zijn voor erosiebestrijding om te voorkomen dat de rooien te diep inslijten in het landschap. Een maatregel tegen erosie in onverharde rooien kan bijvoorbeeld het aanbrengen van breuksteen met cement zijn. Deze verharde bodem creëert als het ware bodembescherming. De bodem kan hierdoor veel minder snel weg eroderen.
Een goede maatregel voor een rooi is het planten van bomen en/of struiken. De grond in de rooi blijft door de wortels goed liggen, waardoor erosie minder zal voorkomen. Ook wordt er water ter plekke geabsorbeerd, waardoor er minder water naar lagergelegen gebieden zoals Saliña zal stromen.